# Hope (The Strumbellas)
Hope è il terzo album in studio del gruppo indie rock canadese The Strumbellas. L'album è stato pubblicato il 22 aprile 2016 da Glassnote Records e Underneath a Mountain Records.

## Contesto
L'album è il terzo album in studio ad essere pubblicato dagli Strumbellas. La data di uscita dell'album era originariamente prevista per il 5 febbraio 2016, ma è stata posticipata al 22 aprile. Contiene la canzone di maggior successo della band, Spirits, che è stata pubblicata come singolo il 28 gennaio 2016. La traccia We Don't Know è stata pubblicata come singolo l'8 settembre 2016. La traccia Young & Wild è stato pubblicato come singolo su radio alternative il 31 gennaio 2017.

## Tracce
1. Spirits – 3:23
2. Shovels & Dirt – 4:01
3. We Don't Know – 4:33
4. Wars – 3:26
5. Dog – 3:24
6. The Hired Band – 3:49
7. Young & Wild – 4:27
8. The Night Will Save Us – 3:49
9. I Still Make Her Cry – 2:31
10. David – 4:32
11. Wild Sun – 4:29